# Gurupi Esporte Clube
El Gurupi Esporte Clube es un equipo de fútbol de Brasil que juega en el Campeonato Tocantinense.

## Historia
Fue fundado el 13 de junio de 1988 en la ciudad de Gurupi del estado de Tocantins por un grupo de disidentes proveniente del Olaria de Gurupi y eligieron como su primer presidente a Orlando Matos.
En 1993 participa por primera vez en el Campeonato Tocantinense, quedando de subcampeón en 1995 y finalista de la copa estatal. Gracias a esos logros clasificaron al Campeonato Brasileño de Serie C, su primera participación a nivel nacional en la que terminaron en el lugar 50 entre 107 equipos, avanzando a la siguiente fase donde fue eliminado por el Clube de Regatas Guará.
En 1996 gana su primer título estatal, participando así nuevamente en la Serie C de ese mismo año, pasando en primer lugar de su grupo por sobre Sampaio Corrêa, Kaburé y Caxiense, en la siguiente ronda fue eliminado por Vila Nova. Al año siguiente repitió el título estatal, sin embargo no clasificó a ningún torneo ya que ese año el Campeonato Tocantinense no otorgó ningún cupo. En 1999 no participó del Campeonato Tocantinense.
En 2003 es subcampeón estatal, clasificándose así a la Serie C del año siguiente. En su tercera participación quedó tercero de cuatro equipos en su grupo, quedando así eliminado en primera ronda. Volvió a ser subcampeón estatal en 2008.
En 2010 se convierte en campeón estatal por tercera vez, obteniendo la clasificación a la Copa de Brasil por primera vez, donde fue eliminado en la primera ronda por el Paraná Clube. A su vez que debió participar en la Serie D, sin embargo desistió de participar debido a temas financieros.
Vuelve a ser campeón estatal en 2011 y 2012, pero en 2013 el club amenazó con no participar en la competición estatal según ellos por la falta de apoyo en la ciudad, pero aun así participaron (logrando ser subcampeones). Debido a esto no pudo participar en la Serie D del 2012, aunque si pudo hacerlo en la edición de 2013. Terminó en la primera posición de su grupo, pasando así a los octavos de final. Su rival en esta ronda fue Plácido de Castro, aunque quedó eliminado debido a los goles de visita. Participó en las ediciones de 2012 y 2013 de la Copa de Brasil, quedando eliminado en primera ronda en ambas ediciones, siendo eliminado por Atlético Goianiense y América Mineiro, respectivamente.
En 2016 gana el título estatal por sexta ocasión, pasando a ser uno de los equipos más ganadores del estado de Tocantins, clasificando a la Serie D y a la Copa de Brasil del año siguiente. En la primera ronda de la Copa de Brasil elimina sorpresivamente al Londrina (equipo que estaba en la Serie B) de local por 2 a 1. En segunda ronda vence por 2 a 0 de local a Rio Branco de Acre, accediendo a tercera ronda. Su rival fue Joinville de la Serie C, en el partido de ida cae 3 a 1 en Santa Catarina, en el partido de vuelta logra ganar 1 a 0 en Tocantins, sin embargo cayó eliminado en el global de goles. En la Serie D, terminó en primer puesto de cuatro equipos de su grupo, pasando a segunda ronda, donde elimina al Princesa do Solimões por goles de visita. En octavos de final es eliminado por Atlético Acreano.
En 2018 llegaron a ubicarse en el lugar 100 de la clasificación de equipos de la Confederación Brasileña de Fútbol gracias a sus logros obtenidos el año anterior, con lo que se convirtieron en el equipo del estado de Tocantins mejor ubicado en la clasificación. Volvió a ser subcampeón estatal clasificando a la Serie D de 2019, sin embargo, previo a iniciar el Campeonato Tocantinense 2019, el presidente del club, Wilson Castilho, desistió de participar del torneo debido a falta de patrocinio, por lo cual la Federação Tocantinense de Futebol decidió suspenderlo por 2 años de participar de los torneos organizados por la FTF, además de multarlos con 20 mil reales brasileños (aproximadamente 5 mil dólares estadounidenses) y quitarle su cupo a la Serie D.
Tomó parte del Campeonato Tocantinense de Segunda División 2020, del cual logró terminar en primer lugar de la primera fase, consiguiendo así su regreso a la primera división estatal, además de clasificar a la final del torneo, en donde venció 1 a 0 a Tocantins de Miracema en un partido único.
En su regreso al Campeonato Tocantinense de 2021, tuvo un comienzo paupérrimo que lo comprometió con el descenso, ya que perdió sus cuatro primeros partidos (recibiendo 17 goles), consiguió un empate ante el igual complicado con el descenso Capital. Tras esto, el campeonato se detuvo debido a las complicaciones para poder seguir con el torneo, debido al aumento de casos por COVID-19 en Tocantins. Tras la reanudación del torneo ocho meses después, se acordó anular los descensos ese año, salvando así al Gurupi, quien terminó su participación perdiendo 4 a 0 ante Interporto.
En el Campeonato Tocantinense 2022 la cantidad de equipos participantes aumentó a diez, de los cuales descenderían cuatro. Comenzó perdiendo su primer partido, consiguiendo posteriormente dos empates. Complicado con el descenso, enlazó cuatro derrotas consecutivas, la última de ellas de local 1 a 3 ante Palmas, la cual lo condenó a participar en su segundo Campeonato Tocantinense de Segunda División, a falta de dos fechas de culminar la fase regular. Posteriormente logró su primera victoria del torneo tras vencer 3 a 1 de visita a Tocantins de Miracema, además de ser su primera victoria en la primera categoría estatal tras 4 años desde la última. Cerró su participación perdiendo ante Interporto de visita por 3 a 2. Disputó el campeonato de Segunda División ese mismo año, donde logró consagrarse campeón, para así regresar a la liga de élite en 2023.

## Palmarés
- Campeonato Tocantinense: 6

1996, 1997, 2010, 2011, 2012, 2016
- Campeonato Tocantinense de Segunda División: 2

2020, 2022